# Homburgswarte

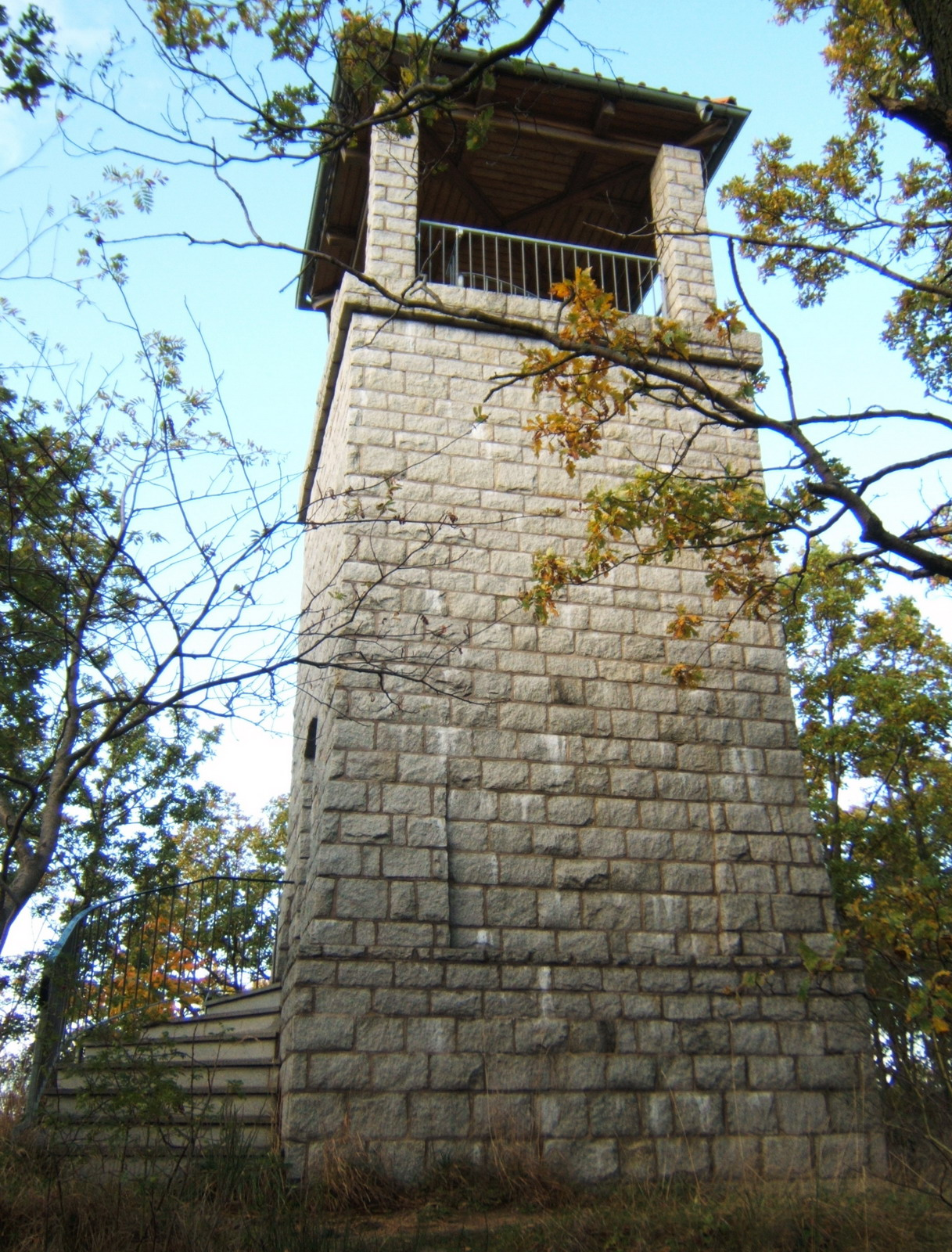
Die Homburgswarte

Die Homburgswarte ist ein Aussichtsturm an der Stelle einer germanischen Fliehburg in der Nähe des Hexentanzplatzes bei Thale im Harz.

## Lage
Etwa 250 m nordöstlich des Harzer Bergtheaters auf dem Hexentanzplatz führt der Sachsenwallweg durch lichten Eichenwald zur Homburgswarte. Diese hat ihren Standort auf dem Gelände der früheren Homburg.

## Geschichte
Die Homburg diente – wie die Winzenburg auf der Rosstrappe – den Germanen als Fliehburg. Sie wurde zwischen 750 und 450 v. Chr. errichtet und war durch die unmittelbar vorgelagerte Wallanlage und den Sachsenwall geschützt. Im südlichen Teil der Wallanlage befindet sich eine Lücke und ein vorgelagerter Graben, hinter dem Ostwall ist ein laufgangartiger Innengraben angeordnet.
An dieser Stelle scheint man nach der Christianisierung noch heimlich germanischen Bräuchen und Glaubensvorstellungen nachgegangen zu sein, wie z. B. der Fund eines Opfersteins mit Hakenkreuz im Jahre 1901 belegt.
1901 errichtete der Harzklub auf dem Gelände der Homburg eine Aussichtswarte, die nach dem Zweiten Weltkrieg zunehmend verfiel. Die Warte wurde 1993 wieder aufgebaut und kann bestiegen werden.

## Aussicht
Durch die geringe Höhe der Warte ist die Aussicht nach Süden und Osten recht begrenzt. Nach Westen jedoch öffnet sich der Blick über das Bodetal bis hin zum Brocken. Im Norden sind u. a. die Städte Blankenburg, Halberstadt und Quedlinburg auszumachen. Direkt unterhalb der Warte erstreckt sich Thale.
Koordinaten: 51° 44′ 17,5″ N, 11° 1′ 55,2″ O